# Sagraea
Sagraea é um género de plantas com flores pertencentes à família Melastomataceae.
A sua área de distribuição nativa é o Caribe.
Espécies:
- Sagraea abbottii (Urb.) Alain
- Sagraea barahonensis (Urb. & Ekman) Alain
- Sagraea capillaris (Sw.) DC.
- Sagraea fuertesii (Cogn.) Alain
- Sagraea gracilis (Alain) Alain
- Sagraea oligantha (Urb.) Alain
- Sagraea penninervis Triana
- Sagraea polystachya Triana